# Space Shuttle External Tank

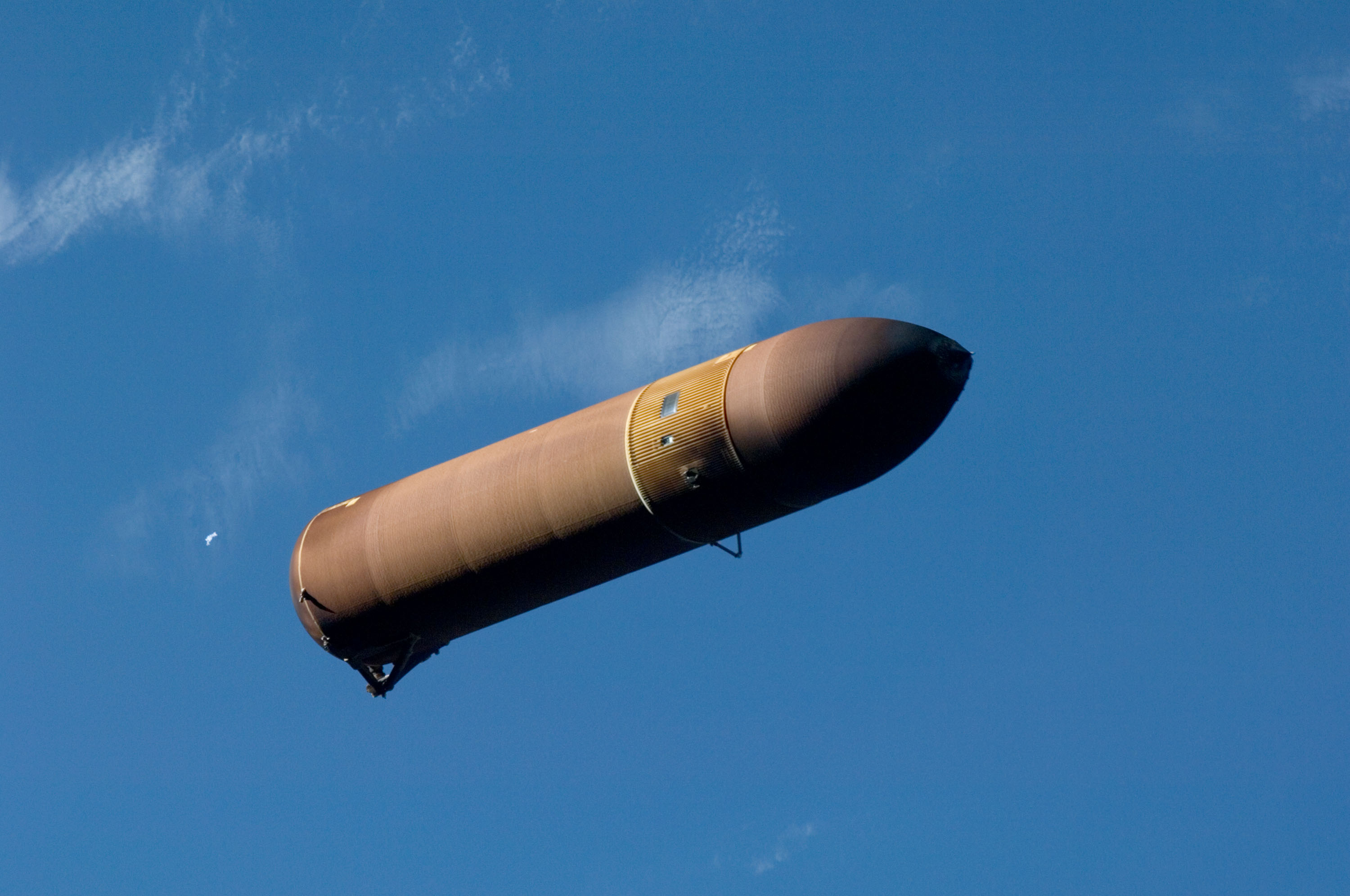
Nádrž z mise STS-124 po oddělení z raketoplánu Discovery.

Space Shuttle External Tank (ET) je externí palivová nádrž raketoplánu Space Shuttle. V nádrži se skladují odděleně kapalný vodík a kapalný kyslík, které se dodávají do tří hlavních motorů raketoplánu Space Shuttle SSME. Nádrž je odhozena 15 až 18 sekund po vypnutí hlavních motorů raketoplánu, v době, kdy se sestava pohybuje po suborbitální dráze. Po opětovném vstupu do atmosféry z větší části shoří a její zbytky dopadají buď do Indického oceánu nebo Tichého oceánu. Není proto znovupoužitelná a jako jediná část se musí celá znovu vyrobit.
Odhazovací nádrž ET vyvinula firma Martin Marietta (nyní Lockheed Martin) a je vyráběna v továrně Michoud Assembly Facility poblíže New Orleans, LA (USA).

## Popis
Nádrž válcovitého tvaru se spodním sférickým dnem a zašpičatělou vejčitou přídí. Její celková délka činí 47,0 m a průměr 8,4 m. Ve skutečnosti se skládá ze dvou oddělených nádrží. Spodní o objemu 1515 m3 nese zásoby kapalného vodíku (102 600 kg), přední o objemu 554 m3 pak zásoby kapalného kyslíku (616 500 kg) pro motory SSME, ze stran k nádrži jsou připojeny rakety SRB.
Byla vyráběna ve třech základních modifikacích. První z nich, použitá při prvních sedmi startech raketoplánu, měla prázdnou hmotnost přibližně 35 tun. Náhradou některých dílů původně zhotovených z oceli za titanové a zeslabením některých částí stěn byla vyvinuta vylehčená verze, označovaná LWT (Lightweight Tank). Úpravami byla snížena prázdná hmotnost ET na přibližně 31 tun. Poslední z těchto nádrží byla použita během letu STS-107. Mezitím od roku 1998 byla pro lety k Mezinárodní vesmírné stanici (ISS) používána ještě více odlehčená ET, označovaná zkratkou SLWT (Super Lightweight Tank) o prázdné hmotnosti přibližně 30 tun. Snížení hmotnosti bylo dosaženo především použitím slitiny hliník-lithium místo běžných hliníkových slitin na stěny nádrží.

## Nádrže

Popis nádrže

Kyslíková nádrž je během letu tlakována na provozní tlak 240 až 250 kPa. K turbočerpadlům motorů SSME v družicovém stupni je kyslík dopravován rychlostí 1264 kg/s (tj. 1,1 m3/s) přívodním potrubím o vnitřní světlosti 380 mm. V potrubí jsou umístěna čtyři čidla předčasného spotřebování kyslíku před dosažením předepsané rychlosti; při detekci přerušení dodávky kyslíku nejméně dvěma čidly jsou motory SSME palubními počítači automaticky vypojeny.
Vodíková nádrž je během letu tlakována na provozní tlak 220 až 230 kPa. K turbočerpadlům motorů SSME je vodík dopravován rychlostí 211 kg/s (tj. 3,0 m3/s) přívodním potrubím o vnitřní světlosti 430 mm. Ve spodní části nitra nádrže jsou umístěny příčky, zabraňující pohybu kapalného vodíku během letu („šplouchání“), aby se nenarušovala stabilita sestavy raketoplánu. Na těchto příčkách jsou také umístěna čtyři čidla předčasného spotřebování vodíku; při poklesu zásob vodíku pod tuto úroveň nejméně dvěma čidly jsou motory SSME palubními počítači automaticky vypojeny.
Kyslíková a vodíková nádrž jsou spojeny válcovou přechodovou částí z hliníkových slitin s ocelovými resp. titanovými výztuhami. 
Na horním konci vodíkové nádrže je z vnějšku připojena trojnohá trubková konstrukce, kterou je nádrž poutána ke spodku družicového stupně. Další dvě dvounohé konstrukce propojující ET s družicovým stupněm jsou umístěny při spodním konci vodíkové nádrže. V tomto prostoru jsou také ukončena přívodní potrubí kyslíku a vodíku a napojena na palivové rozvody v motorovém prostoru družicového stupně.

## Tepelná izolace

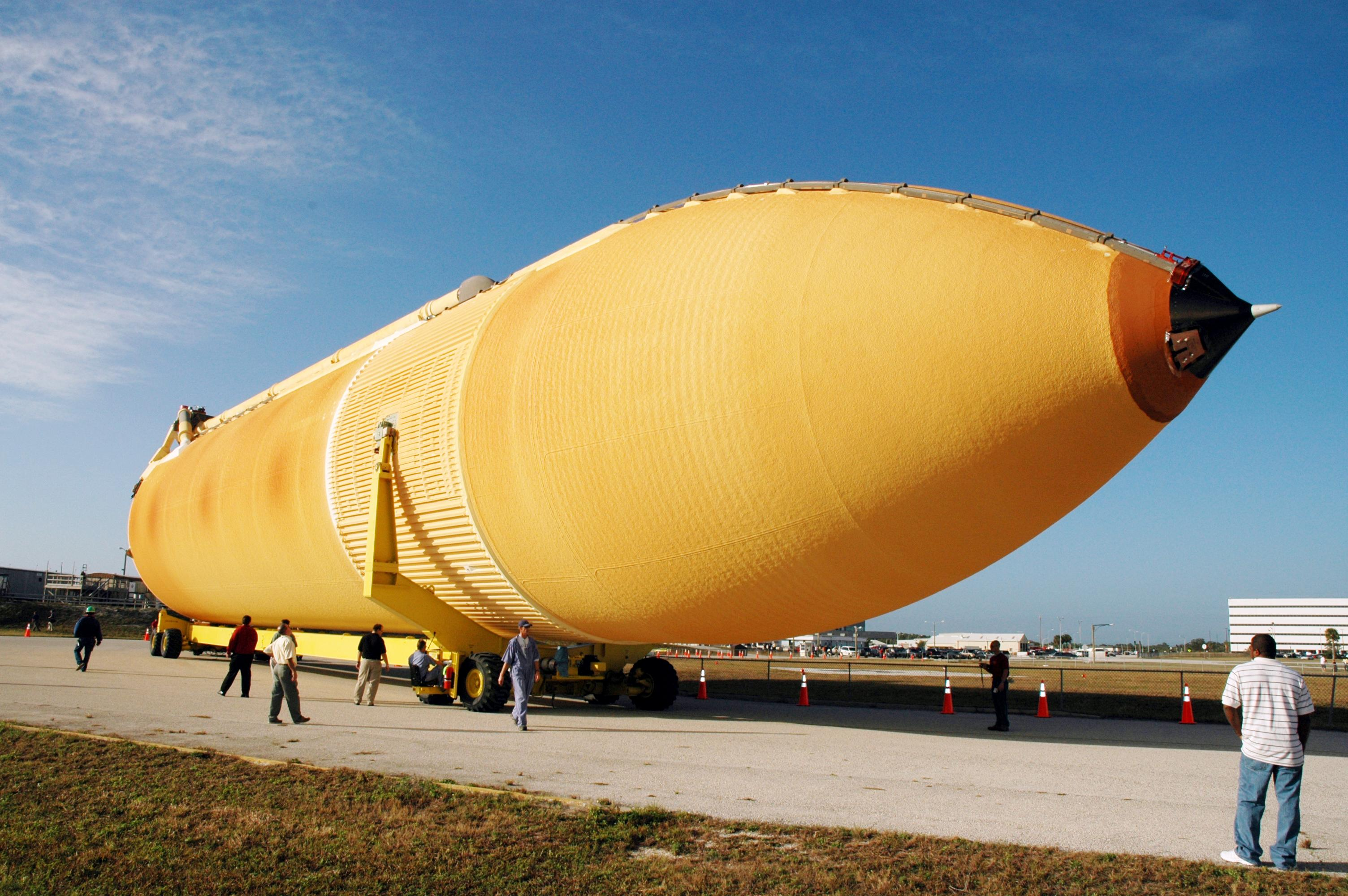
Externí palivová nádrž na cestě do hangáru VAB

Povrch nádrže ET je pokryt tepelnou izolací zrzavě hnědé barvy z pěnového polyuretanu plněného drceným korkem, která snižuje odpařování pohonných látek před startem, částečně zabraňuje tvorbě námrazy na povrchu nádrže a chrání obsah nádrže před aerodynamickým ohřevem během vzletu atmosférou. Některé části povrchu jsou chráněny proti aerodynamickému ohřevu ablačním materiálem z fenolových pryskyřic. Hmotnost této izolace činí 2,2 tuny. Při prvních dvou startech (STS-1 a STS-2) byl povrch izolace chráněn vrstvou bílého nátěru; nepoužitím nátěru při dalších letech raketoplánů bylo ušetřeno zhruba 500 kg mrtvé hmotnosti.
Odpadnutí většího kusu této pěnové izolace a jeho náraz do náběžné hrany křídla raketoplánu Columbia, kterou poškodil, byl v závěru mise STS-107 příčinou jeho havárie.
Ve špičce ET jsou umístěny přetlakové ventily, zabraňující nadměrném vzrůstu tlaku při odpařování kryogenních kapalných pohonných látek v nádržích před startem.
Přibližně 15 s po dosažení suborbitální dráhy a vypojení motorů SSME se přívodní potrubí rozpojí a výbušnými šrouby se oddělí propojovací konstrukce mezi ET a družicovým stupněm. Družicový stupeň manévrem motory OMS a RCS se odpoutá do bezpečné vzdálenosti. Odhozená nádrž ET pokračuje v letu po balistické suborbitální dráze a zaniká v atmosféře.